# Beginning Dream
«Beginning dream» (en español: «El comienzo de un sueño») es el primer sencillo debut lanzado por la cantante japonesa Akane Sugazaki el 31 de julio de 2002. El sencillo se ubicó en el puesto 38 de la lista de Oricon.

## Canciones
1. beginning dream
2. Promises
3. beginning dream, remix.
4. beginning dream, instrumental.